# 歐裔摩洛哥人
歐裔摩洛哥人，是祖先是歐洲人但生活在摩洛哥的居民，多數是法國人和西班牙人，因摩洛哥曾是法國和西班牙的殖民地。
直到獨立時，摩洛哥是500000歐洲人的家園，他們多生活在卡薩布蘭卡。當摩洛哥在1955年獨立後，歐洲人口大幅度下降。在20世紀初，有250000西班牙人生活在摩洛哥，他們多在獨立後離開，現在只有13000人。
現在歐洲人是摩洛哥的少數族群，只佔國家人口1%，他們多信仰羅馬天主教。